# Tommy Armour

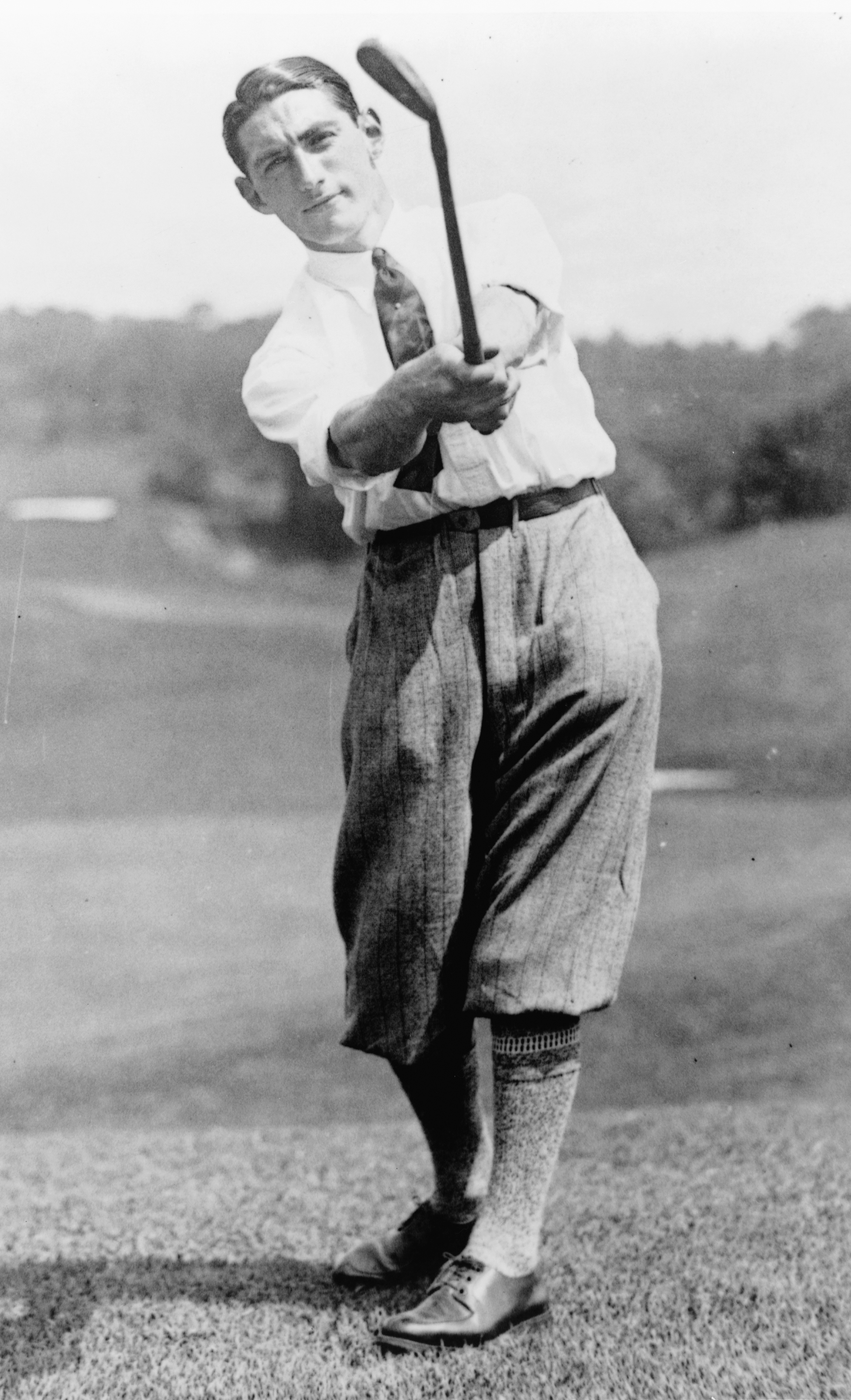
1927

Thomas Dickson Armour (Edinburgh, 24 september 1894 - Larchmont, NY, 11 september 1968) was een Amerikaanse professioneel golfer van Schotse afkomst.

## Zijn jeugd
Tommy's vader George Armour overleed toen Tommy vier jaar was. Hij werd dus opgevoed door zijn moeder, maar haar naam is niet bekend. Tommy had een oudere broer Sandy, die in 1921 het Schots amateurkampioenschap won terwijl Tommy zijn caddie was.
Tommy Armour woonde in zijn jeugd nog in Schotland en studeerde aan de Universiteit van Edinburgh. Hij diende tijdens de Eerste Wereldoorlog bij de tankdivisie en raakte gewond door een explosie van mosterdgas. Hij werd blind en kreeg op zijn hoofd en in zijn linkerarm metalen platen. Tijdens zijn herstel kwam het zicht in zijn rechteroog terug.
In 1919 trouwde hij met Consuelo Carrera en een jaar later emigreerden ze naar de Verenigde Staten. Ze kregen twee kinderen. In 1930 ging het echtpaar uit elkaar. Hij hertrouwde met Estelle Andrew en kreeg met haar nog een zoon.
Na wat baantjes werd hij op introductie van Walter Hagen secretaris van de Westchester Country Club totdat hij in 1924 door de Congressional Country Club werd aangenomen.

## Amateur
Nadat hij van zijn verwondingen was hersteld begon hij met golf. In 1920 won hij het Frans amateurkampioenschap.
In 1921 speelde Armour in een toernooi waarbij een team van Amerikaanse amateurs het opnam tegen een Brits team. Dit toernooi zou later uitgroeien tot de Walker Cup.

### Gewonnen
- 1920: French Amateur, Pinehurst Fall Pro-Am Bestball (PGA Tour, met Leo Diegel)

## Professional
Tommy Armour werd in 1924 professional. Dat jaar werd de Congressional Country Club opgericht, een mooie golfclub waarvan de baan langs de Potomac loopt. Tommy Armour werd hun eerste professional, later kwam zijn broer Sandy er ook. Later werkte Armour bijna vijfentwintig jaar op de Boca Raton Resort Golf Club (opgericht in 1920) in Florida. Hij werd een van de beroemdste coaches en ontwierp golfclubs voor bedrijven zoals McGregor.
In 1927 won hij het US Open op de Oakmont Country Club in Pennsylvania. Samen met Harry Vardon eindigde hij met een score van 301 op de eerste plaats. De volgende dag won Armour de 18-holes-play-off. Later dat jaar speelde Armour de eerste editie van de Ryder Cup.
In 1976 is hij toegevoegd aan de World Golf Hall of Fame.

### Gewonnen

#### PGA Tour
- 1925: Florida West Coast Open
- 1926: Winter Pro Golf Championship
- 1927: Long Beach California Open, El Paso Open, US Open, Canadian Open, Oregon Open
- 1928: Metropolitan Open, Philadelphia Open, Pennsylvania Open, Sacramento Open
- 1929: Western Open
- 1930: Canadian Open, PGA Championship, St. Louis Open
- 1931: British Open
- 1932: Miami Open
- 1934: Canadian Open, Pinehurst Fall Pro-Pro (with Bobby Cruickshank)
- 1935: Miami Open
- 1936: Walter Olson Golf Tournament
- 1938: Mid-South Open

### Four-Balls
- 1920: Pinehurst Fall Pro-Am Bestball (als amateur, met Leo Diegel)
- 1927: Miami International Four-Ball (met Bobby Cruickshank)
- 1932: Miami International Four-Ball (met Ed Dudley), Mid-South Bestball (met Al Watrous)

### Teams
- Ryder Cup: 1927 op de Worcester Country Club in Massachusetts

Zijn kleinzoon Tommy Armour III  is ook golfprofessional.

## Boeken
Tommy Armour schreef drie boeken:
- How to Play Your Best Golf All the Time (1953) (samen met Herb Graffis)
- A Round of Golf with Tommy Armour (1959)
- Tommy Armour's ABC's of Golf (1967).